# Christopher Díaz Figueroa
 Christopher Díaz Figueroa  nacido el 14 de marzo de 1990 es un tenista profesional de Guatemala. Su ranking más alto a nivel individual fue el puesto N.º 326, alcanzado el 31 de octubre de 2011. A nivel de dobles alcanzó el puesto N.º 275 el 30 de septiembre de 2013.fue suspendido 3 años por ser hallado culpable de amaños de partidos en República Checa en 2,017, la expulsión temporal se dio luego de una investigación, donde se reveló que el atleta incurrió en arreglo de partidos en noviembre del 2017, en República Checa.

## Carrera

### Logros
Ha ganado hasta el momento 4 torneos futures en modalidad de individuales y 8 en dobles.

### Copa Davis
Desde el año 2009 es participante habitual en el Equipo de Copa Davis de Guatemala. Tiene un récord de 19 partidos ganados frente a 10 perdidos en total (14-7 en individuales y 5-3 en dobles).